# Vendée Globe

La rotta del Vendée Globe

Il Vendée Globe è una regata per barche a vela che consiste in una circumnavigazione completa in solitario, senza possibilità di attracco o di assistenza esterna (pena l'esclusione) con arrivo e partenza dal porto francese Les Sables-d'Olonne, nel dipartimento della Vandea (Vendée)
della regione dei Paesi della Loira (Pays de la Loire).
L'iniziativa è stata fondata da Philippe Jeantot nel 1989, e a partire dal 1992 si è svolta ogni quattro anni.
Per le sue caratteristiche la regata costituisce una durissima prova di resistenza individuale, e viene da molti considerata come la più significativa delle competizioni in ambito velico; è infatti soprannominata "L'Everest de la mer" o "L'Everest des mers". In ogni caso, la Vendée Globe e la Golden Globe Race sono le uniche regate al mondo in solitario, senza scali e senza assistenza che prevedono la circumnavigazione completa dell'Antartide.

## Storia
La Regata venne istituita nel 1989 dal velista Philippe Jeantot. Jeantot aveva già preso parte alla BOC Challenge (oggi Velux 5 Oceans Race), nelle edizioni 1982-83 e 1986-87, vincendole entrambe: insoddisfatto della formula "a tappe", decise di allestire una nuova regata non-stop, che nelle sue intenzioni doveva rappresentare la sfida per eccellenza per i navigatori in solitaria.
La prima edizione della gara si tenne a cavallo fra il 1989 e il 1990, e fu vinta da Titouan Lamazou; Jeantot stesso vi prese parte, classificandosi al quarto posto. L'edizione successiva fu quella del 1992-93; da allora si è regolarmente svolta ogni quattro anni.

## Barche
La gara è aperta a ogni imbarcazione a scafo singolo conforme ai parametri della classe Open 60 (prima del 2004, la competizione era estesa anche agli Open 50). Alcune peculiarità dell'imbarcazione sono lasciate alla discrezione del partecipante, ma un pacchetto di regole limita o impone parametri riguardanti lunghezza, pescaggio, stabilità e appendici, oltre a una serie di numerose norme legate alla sicurezza.

## Gara
La gara inizia e finisce alle Sables-d'Olonne, nel dipartimento francese della Vendée. Sia Les Sables d’Olonne che il Conseil Général de la Vendée sono sponsor ufficiali della competizione. 
La gara generalmente si svolge da novembre a febbraio: è studiata in modo che i partecipanti possano affrontare i Mari Antartici durante l'estate australe.
Il tragitto è sostanzialmente una circumnavigazione lungo la clipper route: dalle Sables-d'Olonne, giù per l'Oceano Atlantico fino al Capo di Buona Speranza, dopo di che si procede verso Est attorno all'Antartide, lasciando a sinistra Capo Leeuwin e Capo Horn; infine si risale l’Atlantico fino alle Sables-d'Olonne. 
Ulteriori punti di navigazione obbligatori possono essere imposti in aggiunta al regolamento per una particolare edizione, al fine di garantire la sicurezza dei partecipanti in merito per esempio alle mutevoli condizioni dei ghiacci. Nell'edizione 2004, ai partecipanti fu chiesto di tenersi a nord dei seguenti punti di riferimento:
- un passaggio situato a sud del Sudafrica, a 44 ° Sud, tra 005° e 014° Est
- Heard Island
- un passaggio a sud ovest dell'Australia, a 47° Sud, tra 103° Est e 113° Est
- un passaggio a sud est dell'Australia, fra 52° Sud, tra 136° Est e 147° Est
- un passaggio nell'Oceano Pacifico, a 55° Sud, tra 160° Ovest e 149° Ovest
- un passaggio nell'Oceano Pacifico, a 55° Sud, tra 126° Ovest e 115° Ovest

Nell'edizione 2016 è stata introdotta la Zona di Esclusione Antartica (ZEA), segnata virtualmente da ben 72 punti GPS, e che rappresenta una linea immaginaria oltre la quale non si può scendere a causa del pericolo iceberg presenti sotto i 45° Sud.
Ai concorrenti è concesso star fermi all'ancora, ma non accostarsi ad una banchina o a un'altra imbarcazione; essi non possono ricevere assistenza esterna, comprese previsioni meteo personalizzate (esiste un efficientissimo servizio meteorologico fornito dall'organizzazione) o informazioni sulla rotta. Possono consultarsi con il proprio team su come risolvere i problemi tecnici, ma devono comunque portare a termine le operazioni di riparazione con il solo materiale a disposizione sulla barca. Anche in caso di malattia o infortunio possono ricevere assistenza dal medico di gara solo in remoto via radio o satellitare.
L'unica eccezione è che un concorrente che ha un problema iniziale può tornare alla partenza per le riparazioni, purché sia in grado di riprendere la gara entro 10 giorni dalla data in cui la competizione ha avuto ufficialmente inizio.
La gara si caratterizza come una serie di sfide di rilievo, in particolar modo per le impegnative condizioni di vento e onda nei Mari Antartici, la notevole durata di una corsa senza assistenza, e il fatto che la rotta spinga spesso i concorrenti lontano dalla portata di qualsiasi normale risposta in caso di emergenza. Di norma, una significativa percentuale di iscritti è costretta al ritiro, e nell'edizione 1996-97 il velista canadese Gerry Roufs è scomparso in mare.
Per contenere i rischi, ai concorrenti è richiesta l'idoneità a corsi di sopravvivenza e pronto soccorso. Devono altresì fornire prove attendibili di una solida esperienza acquisita in materia di navigazione, e queste consistono in due possibilità: o la partecipazione a una precedente competizione transoceanica in solitaria, oppure, naturalmente, aver preso parte a una passata edizione della stessa Vendée Globe e averla portata a termine per intero.
Per regolamento, il passaggio di qualificazione deve essere stato effettuato con la stessa imbarcazione che gareggerà; in alternativa il concorrente dovrà sottoporsi, con la barca che gareggerà, a un ulteriore passaggio transoceanico di osservazione, non inferiore alle 2.500 miglia e da percorrersi a una velocità media di almeno sette nodi (circa 13 km/h).
Dal momento che le gare transoceaniche in genere sottostanno a rigidi criteri di idoneità, si ritiene che ogni iscritto al Vendée Globe abbia accumulato una sufficiente competenza in merito.

## Edizioni

### 1989-1990
L'edizione inaugurale della competizione vide in testa fin dalle prime battute colui che poi in effetti si aggiudicò il titolo: Titouan Lamazou, su Ecureuil d'Aquitaine II. Ma non mancarono le emozioni. L'imbarcazione di Philippe Jeantot, il fondatore, andò in avaria, dopo di che dei venti sfavorevoli gli fecero perdere la testa della gara. Il ketch di Philippe Poupon, il Fleury Michon X, si capovolse nei Mari Antartici; Poupon fu tratto in salvo da Loïck Peyron, che riuscì a raddrizzargli la barca. Peyron alla fine si piazzò secondo, in quella che venne sostanzialmente ricordata come un'inaugurazione di successo.
| Nome                   | Yacht                   | Nazionalità | Tempo impiegato                        |
| ---------------------- | ----------------------- | ----------- | -------------------------------------- |
| Titouan Lamazou        | Ecureuil d'Aquitaine II | Francia     | 109 gg 08 h 48'50"                     |
| Loïck Peyron           | Lada Poch               | Francia     | 110 gg 01 h 18'06"                     |
| Jean-Luc Van den Heede | 36.15 MET               | Francia     | 112 gg 01 h 14'00"                     |
| Philippe Jeantot       | Crédit Agricole IV      | Francia     | 113 gg 23 h 47'47"                     |
| Pierre Follenfant      | TBS-Charente Maritime   | Francia     | 114 gg 21 h 09'06"                     |
| Alain Gautier          | Generali Concorde       | Francia     | 132 gg 13 h 01'48"                     |
| Jean-François Coste    | Cacharel                | Francia     | 163 gg 01 h 19'20"                     |
| Non classificati       |                         |             |                                        |
| Patrice Carpentier     | Le Nouvel Observateur   | Francia     | Danni al Pilota Automatico (Falklands) |
| Mike Plant             | Duracell                | Stati Uniti | Soccorso Ricevuto (Nuova Zelanda)      |
| Bertie Reed            | Grinaker                | Sudafrica   | Avaria al Timone                       |
| Jean-Yves Terlain      | UAP                     | Francia     | Disalberato                            |
| Philippe Poupon        | Fleury Michon X         | Francia     | Capovolto                              |
| Guy Bernardin          | O-Kay                   | Stati Uniti | Ritirato per Mal di Denti              |

### 1992-1993
La seconda edizione della competizione riuscì ad avere una notevole copertura da parte dei media: con diversi iscritti provenienti dalla precedente edizione e qualche promettente nuovo arrivato, tra cui il primo partecipante italiano Vittorio Malingri, sembrava non mancarle nulla dell'evento di richiamo.
Ma l'inizio fu dei peggiori: il concorrente americano Mike Plant, per l'appunto uno dei nuovi iscritti alla Vendée, fallì il tentativo di presenziare alla partenza: sparì in mare sulla rotta per la gara; la sua imbarcazione fu rintracciata ribaltata, alla deriva nei pressi delle Azzorre.
Inoltre, la gara volse a condizioni climatiche estremamente ostili già nella Baia di Biscay, e svariati concorrenti furono costretti a ritornare al punto di partenza per effettuare riparazioni prima di prendere il largo nuovamente (come si diceva, la sola interruzione concessa dal regolamento). Quattro giorni dopo la partenza, lo skipper inglese Nigel Burgess fu trovato annegato al largo di Capo Finisterre, probabilmente in seguito a una caduta accidentale fuoribordo. Alain Gautier e Bertrand de Broc condussero la gara per tutto l'Atlantico; tuttavia, problemi alla chiglia costrinsero de Broc al ritiro in Nuova Zelanda. Gautier continuò con Philippe Poupon immediatamente dietro, anche se questi, disalberando in seguito vicino all'arrivo, lasciò sul finale il secondo posto a Jean-Luc van den Heede.
| Nome                   | Yacht                     | Nazionalità | Tempo impiegato           |
| ---------------------- | ------------------------- | ----------- | ------------------------- |
| Alain Gautier          | Bagages Superior          | Francia     | 110 gg 02 h 22'35"        |
| Jean-Luc van den Heede | Groupe Sofap-Helvim       | Francia     | 116 gg 15 h 01'11"        |
| Philippe Poupon        | Fleury-Michon X           | Francia     | 117 gg 03 h 34'24"        |
| Yves Parlier           | Cacolac d'Aquitaine       | Francia     | 125 gg 02 h 42'24"        |
| Nándor Fa              | K&H Banque Matav          | Ungheria    | 128 gg 16 h 05'04"        |
| José Luis de Ugarte    | Euskadi Europ 93 BBK      | Spagna      | 134 gg 05 h 04'00"        |
| Jean-Yves Hasselin     | PRB/Solo Nantes           | Francia     | 153 gg 05 h 14'00"        |
| Non classificati       |                           |             |                           |
| Bernard Gallay         | Vuarnet Watches           | Svizzera    | Problemi all'attrezzatura |
| Vittorio Malingri      | Everlast/Neil Pryde Sails | Italia      | Perso il timone           |
| Bertrand de Broc       | Groupe LG                 | Francia     | Problemi alla chiglia     |
| Alan Wynne-Thomas      | Cardiff Discovery         | Regno Unito | Motivi di salute          |
| Loïck Peyron           | Fujicolor III             | Francia     | Problemi alle vele        |
| Thierry Arnaud         | Maître Coq/Le Monde       | Francia     | Impreparato               |
| Nigel Burgess          | Nigel Burgess Yachts      | Regno Unito | Disperso in mare          |
| Mike Plant             | Duracell                  | Stati Uniti | Disperso in mare          |

### 1996-1997
Un'altra partenza all'insegna del maltempo nella Baia di Biscay bastò a costringere al ritiro Nandor Fa e Didier Monduteguy fin dalle prime battute. Molti altri ancora una volta dovettero ripiegare al punto di partenza per riparazioni prima di poter riprendere. Il resto della flotta gareggiò fino ai Mari Antartici, dove si ebbe una seconda selezione: Yves Parlier fu fuori dalla gara dopo una collisione con un blocco di ghiaccio, e Isabelle Autissier subì danni al timone, lasciando via libera a Christophe Auguin che prese la testa del gruppo.
Più grave il bilancio in mare aperto, dove le pessime condizioni meteorologiche rovesciarono la barca di Raphaël Dinelli che fu drammaticamente soccorso da Pete Goss; dopo di che, nel giro di poche ore l'uno dall'altro, anche Thierry Dubois e Tony Bullimore si rovesciarono, e vennero tratti in salvo dalle unità di soccorso australiane. Come se non bastasse, gli organizzatori persero il contatto radio con Gerry Roufs, e nonostante quattro dei concorrenti passassero a pettine quel tratto d'Oceano, purtroppo non ne trovarono traccia.
Christophe Auguin si aggiudicò il titolo, e Catherine Chabaud, sesta e ultima, fu la prima donna a completare la gara. Peter Goss fu in seguito insignito della Legion d'Onore per il salvataggio di Dinelli.
Il capovolgimento di più imbarcazioni in questa regata, portò a un inasprimento delle norme di sicurezza per gli iscritti, in particolar modo riguardo alla stabilità dello scafo.
Il libro di Derek Lundy Il Mare Dimenticato da Dio: La Vera Storia di una Competizione nelle Acque Più Pericolose del Globo descrive efficacemente questa edizione.
| Nome                | Yacht                 | Nazionalità | Tempo impiegato  |
| ------------------- | --------------------- | ----------- | ---------------- |
| Christophe Auguin   | Geodis                | Francia     | 105 d 20 h 31'   |
| Marc Thiercelin     | Crédit Immobilier     | Francia     | 113 d 08 h 26'   |
| Hervé Laurent       | Groupe LG-Traitmat    | Francia     | 114 d 16 h 43'   |
| Eric Dumont         | Café Legal-Le Goût    | Francia     | 116 d 16 h 43'   |
| Pete Goss           | Aqua Quorum           | Regno Unito | 126 d 21 h 25'   |
| Catherine Chabaud   | Whirlpool-Europe 2    | Francia     | 140 d 04 h 38'   |
| Non classificati    |                       |             |                  |
| Isabelle Autissier  | PRB                   | Francia     | Danni al timone  |
| Yves Parlier        | Aquitaine Innovations | Francia     | Danni al timone  |
| Bertrand de Broc    | Pommes Rhône Alpes    | Francia     | Ribaltato        |
| Tony Bullimore      | Exide Challenger      | Regno Unito | Ribaltato        |
| Thierry Dubois      | Amnesty International | Francia     | Ribaltato        |
| Nándor Fa           | Budapest              | Ungheria    | Collisione       |
| Didier Munduteguy   | Club 60è Sud          | Francia     | Disalberato      |
| Raphaël Dinelli     | Algimouss             | Francia     | Ribaltato        |
| Patrick de Radiguès | Afibel                | Belgio      | Arenato          |
| Gerry Roufs         | Groupe LG2            | Canada      | Disperso in mare |

### 2000-2001
Questa edizione fu il primo test ufficiale per le nuove norme sulla sicurezza, introdotte in seguito alla tragedia dell'edizione precedente. E fu un successo: nonostante alcune barche furono ancora una volta costrette al ritiro, non ne andò persa nessuna. È l'unica edizione a cui abbiano preso parte due velisti italiani, entrambi giunti al traguardo: Simone Bianchetti e Pasquale De Gregorio. Questa fu anche l'edizione con il più giovane iscritto mai registrato: Ellen MacArthur, Gran Bretagna, che a soli 24 anni era riuscita a suscitare un certo clamore attorno al suo custom: il Kingfisher.
Il francese Yves Parlier, su Aquitaine Innovations, fu il primo a riuscire a distaccarsi dal gruppo, ma fu anche ben presto oggetto di attacchi da parte di Michel Desjoyeaux su PRB, che alla lunga ebbe la meglio. Lanciato in una difficile rincorsa, Parlier disalberò, e perse il contatto radio con gli organizzatori. Ellen Mac Arthur deviò la propria rotta per offrirgli assistenza, ma fu poi invitata a riprendere la corsa non appena il contatto fu ristabilito, cosa che le permise di ripartire dalla quarta posizione.
Cominciò quindi a guadagnare terreno stabilmente, riuscendo a conquistare la seconda posizione. In aperto Atlantico le riuscì finalmente il sorpasso definitivo su Michel Desjoyeaux, e mentre negoziavano coi calmi e volubili venti delle Doldrums, i due si contesero la prima posizione diverse volte.
Le speranze di vittoria di Ellen Mac Arthur tramontarono definitivamente quando urtò contro un container semi-sommerso e fu costretta a delle riparazioni. Desjoyeaux vinse la gara, ma MacArthur, solo un giorno dopo, ebbe comunque un'accoglienza calorosissima al suo arrivo alle Sables-d'Olonne: nessuna donna prima aveva mai compiuto una circumnavigazione completa in solitaria in un tempo così breve. Parlier, nel frattempo, si era messo all'ancora al largo della Nuova Zelanda, dove riuscì a fabbricare un nuovo albero in fibra di carbonio con i pezzi dell'albero con cui era partito, ormai andato in avaria; il tutto senza alcuna assistenza esterna. Riprese regolarmente la competizione, ottenendo un piazzamento ufficiale.
| Nome                  | Yacht                    | Nazionalità       | Tempo impiegato        |
| --------------------- | ------------------------ | ----------------- | ---------------------- |
| Michel Desjoyeaux     | PRB                      | Francia           | 93 d 3 h 57'           |
| Ellen MacArthur       | Kingfisher               | Regno Unito       | 94 d 4 h 25'           |
| Roland Jourdain       | Sill Matines La potagère | Francia           | 96 d 1 h 2'            |
| Marc Thiercelin       | Active Wear              | Francia           | 102 d 20 h 37'         |
| Dominic Wavre         | Union bancaire Privée    | Svizzera          | 105 d 2 h 45'          |
| Thomas Coville        | Sodébo                   | Francia           | 105 d 7 h 24'          |
| Mike Golding          | Team Group 4             | Regno Unito       | 110 d 16 h 22'         |
| Bernard Gallay        | Voilà.fr                 | Francia/ Svizzera | 111 d 16 h 7'          |
| Josh Hall (yachtsman) | Gartmore                 | Regno Unito       | 111 d 19 h 48'         |
| Joé Seeten            | Chocolats du Monde       | Francia           | 115 d 16 h 46'         |
| Patrice Carpentier    | VM Matériaux             | Francia           | 116 d 00 h 32'         |
| Simone Bianchetti     | Aquarelle.com            | Italia            | 121 d 1 h 28'          |
| Yves Parlier          | Aquitaine Innovations    | Francia           | 126 d 23 h 36"         |
| Didier Munduteguy     | DDP/60è Sud              | Francia           | 135 d 15 h 17'         |
| Pasquale De Gregorio  | Wind Telecomunicazioni   | Italia            | 158 d 2 h 37'          |
| Non classificati      |                          |                   |                        |
| Catherine Chabaud     | Whirlpool                | Francia           | Perso il Timone        |
| Thierry Dubois        | Solidaires               | Francia           | Problemi Elettrici     |
| Raphaël Dinelli       | Sogal Extenso            | Francia           | Danni al Timone        |
| Fedor Konioukhov      | Modern Univ./Humanities  | Russia            | Ritirato               |
| Javier Sanso          | Old Spice                | Spagna            | Ritirato               |
| Eric Dumont           | Euroka Services          | Francia           | Danni al Timone        |
| Richard Tolkien       | ?                        | Regno Unito       | Danni all'Attrezzatura |
| Bernard Stamm         | Armor-Lux/foies Gras     | Svizzera          | Problemi al Timone     |
| Patrick de Radiguès   | Libre Belgique           | Belgio            | Arenato                |

### 2004-2005
Trecentomila persone assistettero alla partenza dell'edizione 2004, che una volta tanto ebbe luogo in un clima mite. A una partenza rapida fece seguito un numero ristretto di problemi all'attrezzatura, tant'è che i primi concorrenti oltrepassarono l'equatore dopo soli dieci giorni: con tre giorni di anticipo sull'edizione precedente; inoltre, altro fatto inedito, tutti i concorrenti erano ancora in gara.
La competizione entrò nel vivo sotto la spinta dei Quaranta Ruggenti: Alex Thomson deviò per Città del Capo per effettuare riparazioni senza assistenza e continuare a gareggiare, mentre una lunga serie di problemi mise in difficoltà il resto della flotta: Hervè Laurent fu costretto al ritiro per gravi danni al timone. Anche Thomson alla fine si ritirò, e Conrad Humphreys si mise all'ancora per compiere riparazioni al suo timone, regolarmente senza assistenza. I danni alle attrezzature e i conseguenti ritiri proseguirono, e quando finalmente la flotta penetrò la zona dei ghiacci, Sébastien Josse urtò la testa di un iceberg.
Durante il rientro lungo l'Atlantico, l'ordine dei concorrenti cambiò diverse volte: la gara rimase serrata fino alla fine, quando tre imbarcazioni giunsero all'arrivo nell'arco di ventinove ore.
| Nome               | Yacht                       | Nazionalità     | Tempo impiegato    |
| ------------------ | --------------------------- | --------------- | ------------------ |
| Vincent Riou       | PRB                         | Francia         | 87 gg 10 h 47'55"  |
| Jean Le Cam        | Bonduelle                   | Francia         | 87 gg 17 h 20'8"   |
| Mike Golding       | Ecover                      | Regno Unito     | 88 gg 15 h 15'13"  |
| Dominique Wavre    | Temenos                     | Svizzera        | 92 gg 17 h 13'20"  |
| Sébastien Josse    | VMI                         | Francia         | 93 gg 0 h 2'10"    |
| Jean-Pierre Dick   | Virbac-Paprec               | Francia         | 98 gg 3 h 49'38"   |
| Conrad Humphreys   | Hellomoto                   | Regno Unito     | 104 gg 14 h 32'24" |
| Joé Seeten         | Arcelor Dunkerque           | Francia         | 104 gg 23 h 2'45"  |
| Bruce Schwab       | Ocean Planet                | Stati Uniti     | 109 gg 19 h 58'57" |
| Benoît Parnaudeau  | Max Havelaar / Best Western | Francia/ Canada | 116 gg 1 h 6'54    |
| Anne Liardet       | ROXY                        | Francia         | 119 gg 5 h 28'40"  |
| Raphaël Dinelli    | AKENA Vérandas              | Francia         | 125 gg 4 h 7'14"   |
| Karen Leibovici    | Benefic                     | Francia         | 126 gg 8 h 2'20"   |
| Non classificati   |                             |                 |                    |
| Marc Thiercelin    | Pro-Form                    | Francia         | Ritirato           |
| Roland Jourdain    | Sill Véolia                 | Francia         | Ritirato           |
| Alex Thomson       | Hugo Boss                   | Regno Unito     | Ritirato           |
| Patrice Carpentier | VM Matériaux                | Francia         | Ritirato           |
| Nick Moloney       | Skandia                     | Australia       | Ritirato           |
| Hervé Laurent      | UUDS                        | Francia         | Ritirato           |
| Norbert Sedlacek   | Brother                     | Austria         | Ritirato           |

### 2008-2009
L'edizione 2008 della Vendée Globe è cominciata il 9 novembre 2008 ed è stata vinta da Michel Desjoyaux.
| Nome                   | Yacht                      | Nazionalità | Tempo impiegato |
| ---------------------- | -------------------------- | ----------- | --- |
| Michel Desjoyeaux      | Foncia                     | Francia     | 84 gg 3 h 9'8" |
| Armel Le Cléac’h       | Brit Air                   | Francia     | 89 gg 9 h 39'35" |
| Marc Guillemot         | Safran                     | Francia     | 95 gg 3 h 19'36" |
| Vincent Riou           | PRB                        | Francia     | Classificato terzo ex aequo dalla giuria come riparazione per aver disalberato assistendo Jean Le Cam capovolto, mentre occupava la terza posizione in classifica provvisoria |
| Samantha Davies        | Roxy                       | Regno Unito | 95 gg 4 h 39'1" |
| Brian Thompson         | Bahrain Team Pindar        | Regno Unito | 98 gg 20 h 29'55" |
| Dee Caffari            | Aviva                      | Regno Unito | 99 gg 1 h 10'57" |
| Arnaud Boissières      | Akena Verandas             | Francia     | 105 gg 2 h 33'50" |
| Steve White            | Toe In The Water           | Regno Unito | 109 gg 00 h 36'55" |
| Rich Wilson            | Great American III         | Stati Uniti | 121d 0h 41' 19" |
| Raphaël Dinelli        | Fondation Ocean Vital      | Francia     | 125d 2h 32' 24" |
| Norbert Sedlacek       | Nauticsport-Kapsch         | Austria     | 126d 5h 31' 56" |
| Non classificati       |                            |             | |
| Unai Basurko           | Pakea Bizkaia              | Spagna      | Timone difettoso |
| Yannick Bestaven       | Energies Autour du Monde   | Francia     | Disalberato |
| Jérémie Beyou          | Delta Dore                 | Francia     | Danni all'Equipaggiamento |
| Kito de Pavant         | Groupe Bel                 | Francia     | Disalberato |
| Jean-Baptiste Dejeanty | Groupe Maisonneuve         | Francia     | Avaria del Pilota Automatico |
| Jean-Pierre Dick       | Paprec-Virbac 2            | Francia     | Perso il Timone |
| Yann Eliès             | Generali                   | Francia     | Frattura del Femore |
| Mike Golding           | Ecover 3                   | Regno Unito | Disalberato |
| Derek Hatfield         | Algimouss Spirit of Canada | Canada      | Problemi Tecnici |
| Sébastien Josse        | BT                         | Francia     | Danni al Timone |
| Roland Jourdain        | Veolia Environnement       | Francia     | Danni alla chiglia |
| Jean Le Cam            | VM Matériaux               | Francia     | Capovolto |
| Jonny Malbon           | Artemis                    | Regno Unito | Problemi alle Vele |
| Loïck Peyron           | Gitana Eighty              | Francia     | Disalberato |
| Bernard Stamm          | Cheminées Poujoulat        | Svizzera    | Arenato |
| Marc Thiercelin        | DCNS                       | Francia     | Disalberato |
| Alex Thomson           | Hugo Boss                  | Regno Unito | Scafo Spezzato |
| Dominique Wavre        | Temenos                    | Svizzera    | Danni alla Chiglia |

### 2012-2013
L'edizione 2012 della Vendée Globe è cominciata il 10 novembre 2012. La gara ha visto il record di percorrenza in solitario nelle 24 ore più volte aggiornato da più concorrenti. Il concorrente Armel Le Cléac'h (Banque Populaire) ha stabilito un nuovo record di percorrenza tra Les Sables d'Olonne e il Capo di Buona Speranza con 22d 23h 48', ed il concorrente François Gabart (Macif) il nuovo record tra Capo Leeuwin in Australia a Capo Horn 17d 18h 35'. Il 27 gennaio 2012, Gabart ha stabilito il nuovo record della Vendée Globe con poco più di 78 giorni per completare la circumnavigazione. L'intervallo di 3h17' tra il primo ed il secondo è anche il più breve distacco nella storia della gara. Anche l'intervallo di 26d 0h 17' 50" tra il vincitore François Gabart (su "Macif" 60 piedi varato nel 2011) e l'ultimo concorrente arrivato Alessandro Di Benedetto (su "Team plastique" 60 piedi varato nel 1998), è il più breve nella storia della corsa.
| Nome                    | Yacht                                      | Nazionalità    | Tempo impiegato                                                                         |
| ----------------------- | ------------------------------------------ | -------------- | --------------------------------------------------------------------------------------- |
| François Gabart         | Macif                                      | Francia        | 78d 2h 16' 40" (nuovo record)                                                           |
| Armel Le Cleac'h        | Banque Populaire                           | Francia        | 78d 5h 33' 52"                                                                          |
| Alex Thomson            | Hugo Boss                                  | Regno Unito    | 80d 19h 23' 43"                                                                         |
| Jean-Pierre Dick        | Virbac-Paprec 3                            | Francia        | 86d 3h 3' 40"                                                                           |
| Jean Le Cam             | SynerCiel                                  | Francia        | 88d 0h 12' 58"                                                                          |
| Mike Golding            | Gamesa                                     | Regno Unito    | 88d 6h 36' 26"                                                                          |
| Dominique Wavre         | Mirabaud                                   | Svizzera       | 90d 3h 14' 42"                                                                          |
| Arnaud Boissières       | Akena Vérandas                             | Francia        | 91d 2h 09' 02"                                                                          |
| Bertrand De Broc        | Votre Nom autour du Monde avec EDM Projets | Francia        | 92d 17h 10' 14" (incl. 12h di penalità)                                                 |
| Tanguy De Lamotte       | Initiatives Cœur                           | Francia        | 98d 21h 56' 10"                                                                         |
| Alessandro Di Benedetto | Team Plastique                             | Francia Italia | 104d 02h 34' 30"                                                                        |
| Non classificati        |                                            |                |                                                                                         |
| Javier Sanso            | Acciona 100% EcoPowered                    | Spagna         | Ribaltato                                                                               |
| Bernard Stamm           | Cheminées Poujoulat                        | Svizzera       | Squalificato dopo aver ricevuto assistenza, ma ha completato la gara in 88d 10h 27' 50" |
| Vincent Riou            | PRB                                        | Francia        | Danni all'attrezzatura dopo collisione                                                  |
| Zbigniew Gutkowski      | Energa                                     | Polonia        | Problemi elettrici con conseguente pilota automatico fuori uso                          |
| Jérémie Beyou           | Maître CoQ                                 | Francia        | Chiglia danneggiata                                                                     |
| Samantha Davies         | Savéol                                     | Regno Unito    | Disalberato                                                                             |
| Louis Burton            | Bureau Vallée                              | Francia        | Collisione                                                                              |
| Kito De Pavant          | Groupe Bel                                 | Francia        | Collisione                                                                              |
| Marc Guillemot          | Safran                                     | Francia        | chiglia danneggiata                                                                     |

### 2016-2017
L'ottava edizione della Vendée Globe è iniziata il 6 novembre 2016, con 29 concorrenti alla partenza (di cui ben 14 alla loro prima esperienza - bizuths - in questa regata) salutati da una folla di oltre 300.000 persone. Novità assoluta di quest'anno l'introduzione dei nuovi IMOCA 60 dotati di foil. La vittoria è andata al francese Armel Le Cleac'h su Banque Populaire VIII che arrivando il 19 gennaio 2017 ha stabilito il nuovo record della regata. Il giorno dopo ha tagliato il traguardo delle Sables d'Olonne Alex Thomson su Hugo Boss, che il 16 gennaio aveva battuto il record di percorrenza in solitario nelle 24 ore, coprendo 537 miglia alla media di 22 nodi. Le prime quattro barche arrivate sono tutte dotate di foil. L'edizione si è conclusa il giorno 11 marzo 2017 con l'arrivo in diciottesima posizione di Sebastien Destremau (FRA), ultimo concorrente rimasto in gara.
| Nome                 | Yacht                                      | Nazionalità               | Tempo impiegato                                 |
| -------------------- | ------------------------------------------ | ------------------------- | ----------------------------------------------- |
| Armel Le Cleac'h     | Banque Populaire VIII                      | Francia                   | 74d 03h 35' 46" (nuovo record)                  |
| Alex Thomson         | Hugo Boss                                  | Regno Unito               | 74d 19h 35' 15"                                 |
| Jérémie Beyou        | Maître CoQ                                 | Francia                   | 78 d 06h 36' 40"                                |
| Jean-Pierre Dick     | St. Michel - Virbac                        | Francia                   | 80d 01h 45' 46"                                 |
| Yann Eliès           | Queguiner - Leucémie Espoir                | Francia                   | 80d 11h 03' 09"                                 |
| Jean Le Cam          | Finistère -Mer Vent                        | Francia                   | 80d 04h 41' 54"                                 |
| Louis Burton         | Bureau Vallée                              | Francia                   | 87d 21h 45' 49"                                 |
| Nándor Fa            | Spirit of Hungary                          | Ungheria                  | 93d 22h 52' 09"                                 |
| Eric Bellion         | Commeunseulhomme                           | Francia                   | 99d 04h 56' 20" (1° degli esordienti)           |
| Arnaud Boissières    | La Mie Câline                              | Francia                   | 102d 20h 24' 09"                                |
| Fabrice Amedeo       | Newrest - Matmut                           | Francia                   | 103d 21h 01' 00"                                |
| Alan Roura           | La Fabrique                                | Svizzera                  | 105d 20h 10' 32"                                |
| Rich Wilson          | Great American IV                          | Stati Uniti               | 107d 00h 48' 18"                                |
| Didac Costa          | One Planet One Ocean                       | Spagna                    | 108d 19h 50' 45"                                |
| Romain Attanasio     | Famille Mary - Etamine du Lys              | Francia                   | 109d 22h 04' 00"                                |
| Conrad Colman        | Foresight Natural Energy                   | Stati Uniti Nuova Zelanda | 110d 01h 58' 41"                                |
| Pieter Heerema       | No Way Back                                | Paesi Bassi               | 116d 09h 24' 12"                                |
| Sebastien Destremau  | TechnoFirst - FaceOcean                    | Francia                   | 124d 12h 38' 18"                                |
| Non classificati     |                                            |                           |                                                 |
| Enda O’Coineen       | Kilcullen Voyager - Team Ireland           | Irlanda                   | Disalberato                                     |
| Paul Meilhat         | SMA                                        | Francia                   | Avaria alla chiglia                             |
| Stéphane Le Diraison | Compagnie du Lit - Boulogne Billancourt    | Francia                   | Disalberato                                     |
| Thomas Ruyant        | Le Souffle du Nord pour le Project Imagine | Francia                   | Collisione                                      |
| Sébastien Josse      | Edmond De Rothschild                       | Francia                   | Rottura foil, via d'acqua                       |
| Kito De Pavant       | Bastide Otio                               | Francia                   | Collisione con un capodoglio, barca abbandonata |
| Kojiro Shiraishi     | Spirit of Yukoh                            | Giappone                  | Disalberato                                     |
| Tanguy de Lamotte    | Initiatives Coeur                          | Francia                   | Avaria all'albero                               |
| Morgan Lagravière    | Safran                                     | Francia                   | Avaria al timone                                |
| Vincent Riou         | PRB                                        | Francia                   | Avaria alla chiglia dopo collisione             |
| Bertrand De Broc     | MACSF                                      | Francia                   | Collisione                                      |

### 2020-2021
La partenza della nona edizione della Vendée Globe è avvenuta alle 14.20 di domenica 8 novembre 2020; al via 33 skipper, dei quali 6 sono donne (record per questa competizione). L'unico italiano in gara è Giancarlo Pedote su Prysmian Group. 
A causa delle misure anti-Covid vigenti in Francia, alle operazioni di partenza sono stati ammessi unicamente gli addetti ai lavori ed i familiari dei concorrenti. 
Il primo a tagliare il traguardo delle Sables d’Olonne il 27 gennaio 2021, dopo 80 giorni 06 ore 15' e 47" di gara, è stato lo skipper francese Charlie Dalin al timone di APIVIA, ma alla luce delle compensazioni stabilite dalla Giuria ad alcuni skipper intervenuti in soccorso di Kevin Escoffier, Yannick Bestaven su Maître CoQ IV, che ha tagliato la linea d'arrivo il 28/01/2021 alle ore 05:19:46 (ora locale), 7 ore e 45 minuti dopo l'esordiente Dalin, è il vincitore della 9ª edizione della Vendée Globe in virtù delle 10 ore e 15 minuti di abbuono. Giancarlo Pedote, l'unico skipper italiano partecipante, ha chiuso con il 7º tempo reale che gli è valso l'8º posto assoluto in classifica generale. Le condizioni meteo hanno come al solito pesantemente influito sull'esito della regata, mettendo a dura prova le imbarcazioni ed in particolare gli IMOCA di nuova generazione armati con i grandi foil: il caso più clamoroso è quello dell'abbandono del grande favorito della vigilia Alex Thomson su Hugo Boss che dopo alcuni gravi danni strutturali alla barca, riparati durante la discesa dell'Atlantico, ha dovuto abbandonare la regata per la rottura del timone quando si trovava a 1800 miglia da Città del Capo. L'edizione 2020-21 si è conclusa con l'arrivo il 5 marzo dello skipper finlandese non professionista (pilota di aerei, primo velista dell'Europa settentrionale a concludere il Vendèè) Ari Huusela che ha tagliato la linea del traguardo dopo 116 giorni 18 ore 15' e 46" di navigazione, 36 giorni e 14 ore dopo il vincitore Yannick Bestaven. I numeri di questa edizione: il 75% dei partenti ha concluso la regata tra cui 4 delle 6 donne (le altre due, ritirate per motivi tecnici, hanno comunque completato il giro del mondo fuori gara). 
| Nome                       | Yacht                              | Nazionalità      | Tempo bonificato | Tempo reale |
| -------------------------- | ---------------------------------- | ---------------- | --- | --- |
| Yannick Bestaven           | Maître CoQ IV                      | Francia          | 80d 03h 44' 46'' (-10h 15') | 80d 13h 59' 46'' (2) |
| Charlie Dalin              | APIVIA (1° degli esordienti)       | Francia          | 80d 06h 15' 47" | 80d 06h 15' 47" (1) |
| Louis Burton               | Bureau Vallée 2                    | Francia          | 80d 10h 25' 12'' | 80d 10h 25' 12'' (3) |
| Jean Le Cam                | Yes We Cam! (1a barca senza foil)  | Francia          | 80d 13h 44' 55'' (-16h 15') | 81d 05h 59' 55'' (8) |
| Boris Herrmann             | Seaexplorer - Yacht Club de Monaco | Germania         | 80d 14h 59' 45'' (-6h 00') | 80d 20h 59' 45'' (5) |
| Thomas Ruyant              | LinkedOut                          | Francia          | 80d 15h 22' 01'' | 80d 15h 22' 01'' (4) |
| Damien Seguin              | Groupe APICIL                      | Francia          | 80d 21h 58' 20'' | 80d 21h 58' 20'' (6) |
| Giancarlo Pedote           | Prysmian Group                     | Italia           | 80d 22h 42' 20'' | 80d 22h 42' 20'' (7) |
| Benjamin Dutreux           | OMIA - Water Family                | Francia          | 81d 19h 45' 20'' | 81d 19h 45' 20'' (9) |
| Maxime Sorel               | V and B-Mayenne                    | Francia          | 82d 14h 30' 15'' | 82d 14h 30' 15'' (10) |
| Armel Tripon               | L'Occitane en Provence             | Francia          | 84d 17h 07' 50'' | 84d 17h 07' 50'' (11) |
| Clarisse Crémer (1a donna) | Banque Populaire X                 | Francia          | 87d 02h 24' 25" (record femminile) | 87d 02h 24' 25" (12) |
| Jérémie Beyou              | Charal                             | Francia          | 89d 18h 55' 58" | 89d 18h 55' 58" (13) |
| Romain Attanasio           | Pure - Best Western®               | Francia          | 90d 02h 46' 02" | 90d 02h 46' 02" (14) |
| Arnaud Boissières          | La Mir Câline - Artisans Artipôle  | Francia          | 94d 18h 36' 06" | 94d 18h 36' 06" (15) |
| Kojiro Shiraishi           | DMG MORI Global One                | Giappone         | 94d 21h 32' 56" | 94d 21h 32' 56" (16) |
| Alan Roura                 | La Fabrique                        | Svizzera         | 95d 06h 09' 56" | 95d 06h 09' 56" (17) |
| Stéphane Le Diraison       | Time for Oceans                    | Francia          | 95d 08h 16' 00" | 95d 08h 16' 00" (18) |
| Pip Hare                   | Medallia                           | Regno Unito      | 95d 11h 37' 30" | 95d 11h 37' 30" (19) |
| Didac Costa                | One Planet One Ocean               | Spagna           | 97d 06h 27' 03" | 97d 06h 27' 03" (20) |
| Clément Giraud             | Compagnie du Lit / Jiliti          | Francia          | 99d 20h 08' 31" | 99d 20h 08' 31" (21) |
| Miranda Merron             | Campagne de France                 | Regno Unito      | 101d 08h 56' 51" | 101d 08h 56' 51" (22) |
| Manuel Cousin              | Groupe Sétin                       | Francia          | 103d 18h 15' 40" | 103d 18h 15' 40" (23) |
| Alexia Barrier             | TSE- 4myplanet                     | Francia          | 111d 17h 03' 44" | 111d 17h 03' 44" (24) |
| Ari Huusela                | Stark                              | Finlandia        | 116d 18h 15' 46" | 116d 18h 15' 46" (25) |
| Non classificati           | Non classificati                   | Non classificati | Motivo del ritiro | Motivo del ritiro |
| Sébastien Destremau        | Merci                              | Francia          | Avarie varie | Avarie varie |
| Isabelle Joschke           | MACSF                              | Germania Francia | Guasto al sistema idraulico della chiglia. Dopo una sosta tecnica completa il giro del mondo in 107 giorni e 21 ore                                 | Guasto al sistema idraulico della chiglia. Dopo una sosta tecnica completa il giro del mondo in 107 giorni e 21 ore                                 |
| Fabrice Amedeo             | Newrest - Art & Fenêtres           | Francia          | Rottura computers di bordo | Rottura computers di bordo |
| Samantha Davies            | Initiatives-Cœur                   | Regno Unito      | Danni a seguito di collisione. Dopo una sosta tecnica completa il giro del mondo in 109 giorni rientrando a Les Sables d’Olonne il 26 febbraio 2021 | Danni a seguito di collisione. Dopo una sosta tecnica completa il giro del mondo in 109 giorni rientrando a Les Sables d’Olonne il 26 febbraio 2021 |
| Sébastien Simon            | ARKEA PAPREC                       | Francia          | Danni a seguito di collisione | Danni a seguito di collisione |
| Alex Thomson               | HUGO BOSS                          | Regno Unito      | Rottura del timone | Rottura del timone |
| Kevin Escoffier            | PRB                                | Francia          | Affondato, skipper salvato | Affondato, skipper salvato |
| Nicolas Troussel           | CORUM L’Épargne                    | Francia          | Disalberato | Disalberato |

### 2024-2025
La partenza della decima edizione della Vendée Globe è avvenuta alle 13.02 di domenica 10 novembre 2024; al via 40 skipper (record di partecipazione). Per la seconda edizione consecutiva l'unico italiano in gara è Giancarlo Pedote al timone di Prysmian Group.  
Charlie Dalin (MACIF Santé Prévoyance) è stato il primo a doppiare sia il Capo di Buona Speranza dopo 19d 03h 43min 02s che Cape Leeuwin (29d 02h 10min 58s). Il primo a doppiare Capo Horn è stato invece Yoann Richomme (PAPREC ARKÉA) dopo 43d 11h 25min 20s di gara. Al secondo passaggio dell'Equatore, al ritorno, il primo a attraversare è stato ancora Charlie Dalin, seguito da Yoann Richomme. 3 giorni dopo, passò anche Sebastièn Simon, senza un foil perso al largo di Cape Leewin.
La regata è stata vinta da Charlie Dalin su MACIF Santé Prévoyance, che ha tagliato il traguardo de Les Sables-d'Olonne il 14 gennaio 2025 dopo 64 giorni 19 ore e 22 minuti, durante i quali ha percorso 27.668 M alla velocità media di 17,8 nodi, stabilendo così il nuovo record assoluto della regata. Al secondo posto si è classificato Yoann Richomme, al terzo Sebastièn Simon che detiene invece il record del maggior numero di miglia percorse in 24 ore, avendo coperto la distanza di 615,33 M tra il 26 e il 27 novembre 2024, alla velocità media di 25,62 nodi.  
L'edizione 2024-25 si è conclusa alle ore 8 del 7 marzo, dopo 116 giorni e 18 ore di gara, corrispondenti al tempo dell'ultimo classificato dell'edizione precedente. A quel momento sono arrivati sul traguardo de Les Sables-d'Olonne 32 imbarcazioni, l'80% dei partenti, cifra che rappresenta un altro record stabilito da questa edizione. L'unico concorrente ancora in mare è il belga Denis Van Weynbergh che, pur non rientrando in classifica, chiuderà il suo giro del mondo il giorno 8 marzo.  
| Nome                | Yacht                                  | Nazionalità      | Tempo impiegato                  | Tempo impiegato                  |
| ------------------- | -------------------------------------- | ---------------- | -------------------------------- | -------------------------------- |
| Charlie Dalin       | MACIF Santé Prévoyance                 | Francia          | 64d 19h 22min 49s (nuovo record) | 64d 19h 22min 49s (nuovo record) |
| Yoann Richomme      | PAPREC ARKÉA                           | Francia          | 65d 18h 10min 02s                | 65d 18h 10min 02s                |
| Sébastien Simon     | Groupe Dubreuil                        | Francia          | 67d 12h 25min 37s                | 67d 12h 25min 37s                |
| Jérémie Beyou       | Charal                                 | Francia          | 74d 12h 56min 54s                | 74d 12h 56min 54s                |
| Paul Meilhat        | Biotherm                               | Francia          | 74d 22h 38min 15s                | 74d 22h 38min 15s                |
| Nicolas Lunven      | HOLCIM - PRB                           | Francia          | 75d 07h 49min 41s                | 75d 07h 49min 41s                |
| Thomas Ruyant       | VULNERABLE                             | Francia          | 75d 16h 47min 27s                | 75d 16h 47min 27s                |
| Justine Mettraux    | TeamWork - Team Snef                   | Svizzera         | 76d 01h 36min 52s                | 76d 01h 36min 52s                |
| Sam Goodchild       | VULNERABLE                             | Regno Unito      | 76d 02h 01min 45s                | 76d 02h 01min 45s                |
| Benjamin Dutreux    | GUYOT environnement - Water Family     | Francia          | 77d 03h 39min 24s                | 77d 03h 39min 24s                |
| Clarisse Crémer     | L'Occitane en Provence                 | Francia          | 77d 15h 34min 28s                | 77d 15h 34min 28s                |
| Boris Herrmann      | Malizia - Seaexplorer                  | Germania         | 80d 10h 16min 41s                | 80d 10h 16min 41s                |
| Samantha Davies     | Initiatives-Cœur                       | Regno Unito      | 80d 22h 13min 39s                | 80d 22h 13min 39s                |
| Romain Attanasio    | Fortinet - Best Western                | Francia          | 83d 22h 48min 18s                | 83d 22h 48min 18s                |
| Damien Seguin       | Groupe APICIL                          | Francia          | 84d 20h 31min 48s                | 84d 20h 31min 48s                |
| Benjamin Ferré      | Monnoyeur - DUO for a JOB              | Francia          | 84d 23h 19min 39s                | 84d 23h 19min 39s                |
| Tanguy Le Turquais  | Lazare                                 | Francia          | 84d 23h 35min 29s                | 84d 23h 35min 29s                |
| Alan Roura          | Hublot                                 | Svizzera         | 84d 23h 55min 48s                | 84d 23h 55min 48s                |
| Isabelle Joschke    | MACSF                                  | Francia          | 85d 11h 26min 36s                | 85d 11h 26min 36s                |
| Jean Le Cam         | Tout commence en Finistère - Armor-lux | Francia          | 85d 15h 51min 02s                | 85d 15h 51min 02s                |
| Conrad Colman       | MS Amlin                               | Nuova Zelanda    | 85d 16h 04min 33s                | 85d 16h 04min 33s                |
| Giancarlo Pedote    | Prysmian                               | Italia           | 85d 20h 32min 01s                | 85d 20h 32min 01s                |
| Guirec Soudée       | Freelance.com                          | Francia          | 89d 20h 16min 20s                | 89d 20h 16min 20s                |
| Kojiro Shiraishi    | DMG MORI Global One                    | Giappone         | 90d 21h 34min 41s                | 90d 21h 34min 41s                |
| Violette Dorange    | DeVenir                                | Francia          | 90d 22h 37min 09s                | 90d 22h 37min 09s                |
| Louis Duc           | Fives Group - Lantana Environnement    | Francia          | 91d 00h 08min 48s                | 91d 00h 08min 48s                |
| Sébastien Marsset   | FOUSSIER                               | Francia          | 91d 00h 35min 35s                | 91d 00h 35min 35s                |
| Antoine Cornic      | HUMAN Immobilier                       | Francia          | 96d 01h 00min 59s                | 96d 01h 00min 59s                |
| Oliver Heer         | Tut gut                                | Svizzera         | 99d 05h 27min 34s                | 99d 05h 27min 34s                |
| Jingkun Xu          | Singchain Team Haikou                  | Cina             | 99d 20h 06min 11s                | 99d 20h 06min 11s                |
| Manuel Cousin       | Coup de Pouce                          | Francia          | 111d 00h 38min 38s               | 111d 00h 38min 38s               |
| Fabrice Amedeo      | Nexans - Wewise                        | Francia          | 114d 01h 58min 49s               | 114d 01h 58min 49s               |
| Non classificati    | Non classificati                       | Non classificati | Motivo/data del ritiro           | Motivo/data del ritiro           |
| Denis Van Weynbergh | D'Ieteren Group                        | Belgio           | DNF                              | DNF                              |
| Arnaud Boissières   | La Mie Câline                          | Francia          | Disalberato                      | 02/02/2025                       |
| Éric Bellion        | STAND AS ONE - Altavia                 | Francia          | Rottura strallo J2               | 12/01/2025 Arrivo 12/02/2025     |
| Yannick Bestaven    | Maître CoQ V                           | Francia          | Avaria timone                    | 30/12/2024 Arrivo 02/02/2025     |
| Pip Hare            | Medallia                               | Regno Unito      | Disalberato                      | 16/12/2024                       |
| Szabolcs Weöres     | New Europe                             | Ungheria         | Rottura sartia                   | 16/12/2024                       |
| Louis Burton        | Bureau Vallée                          | Francia          | Avaria meccanica                 | 05/12/2024                       |
| Maxime Sorel        | V and B-Monbana- Mayenne               | Francia          | Rottura della randa              | 15/11/2024                       |